# Olpium omanense
Olpium omanense är en spindeldjursart som beskrevs av Volker Mahnert 1991. Olpium omanense ingår i släktet Olpium och familjen Olpiidae. Inga underarter finns listade i Catalogue of Life.